# Rififi fra le donne (film)
Rififi fra le donne è un film italo-francese del 1959 diretto da Alex Joffé e basato sul romanzo Rififi fra le donne di Auguste Le Breton, pubblicato nel 1957 e ristampato in Francia nel 2010.

## Trama
A Bruxelles si affrontano due bande criminali rivali. Una è guidata da Vicky, proprietaria di un locale notturno su una chiatta, il "Ration K"; l'altra da Bug e dalla sua amante Yoko, che vorrebbero regnare sul lucroso business della vita notturna. Vicky non è disposta a cedere il locale e può contare sulla protezione di Marcel e del "Marchese", due scassinatori che per il momento non ritengono opportuno ingaggiare conflitti con la banda rivale, perché stanno pianificando un colpo in banca. Attraverso un intermediario, stabiliscono una tregua con Bug, ma quando questi capisce che i rivali stanno preparando un colpo veramente grosso, ordina ai suoi di pedinare Vicky. Nel giorno stabilito, riescono a penetrare in banca corrompendo un usciere, ma quando devono uscire durante la notte con la refurtiva, Vicky viene catturata dagli uomini di Bug. Nel successivo scontro a fuoco periscono i componenti di entrambe le bande.